# Nova Pádua
Nova Pádua is een gemeente in de Braziliaanse deelstaat Rio Grande do Sul. De gemeente telt 2.598 inwoners (schatting 2009).

## Aangrenzende gemeenten
De gemeente grenst aan Antônio Prado, Flores da Cunha en Nova Roma do Sul.